# عبدالعلی
عبدالعلی از نام‌های اسلامی - ایرانی برای مردان است و شاید اشاره کند به:
- عبدالعلی نجفی
- عبدالعلی پورشاسب
- عبدالعلی دستغیب
- عبدالعلی خراسانی
- عبدالعلی لطفی
- عبدالعلی چنگیز
- عبدالعلی میرزا فرمانفرمائیان
- مولانا عبدالعلی بیرجندی

عبدالعلی همایون
- عبدالعلی وزیری
- عبدالعلی مزاری